# Прахедис-Герреро (муниципалитет)
Пра́хедис-Герре́ро (исп. Práxedis G. Guerrero) — муниципалитет в Мексике, штат Чиуауа с административным центром в одноимённом посёлке. Численность населения, по данным переписи 2010 года, составила 4799 человек.

## Общие сведения
Название Práxedis G. Guerrero дано в честь мексиканского философа, поэта, журналиста и борца магонизма — Прахедиса Хильберто Герреро.
Площадь муниципалитета равна 371 км², что составляет 0,15 % от общей площади штата, а наивысшая точка — 1400 метров, расположена в поселении Каньон-дель-Гачо.
На юге и западе он граничит с другим муниципалитетом штата Чиуауа — Гуадалупе, а на севере и востоке проходит государственная граница с Соединёнными Штатами Америки.

## Учреждение и состав
В первый раз муниципалитет был образован в 1859 году, но в 1893 году был поглощён Гуадалупой. В феврале 1922 года муниципалитет был сформирован повторно, в его состав входит 36 населённых пунктов, самые крупные из которых:
| Код INEGI | Населённый пункт                                                                                           | Численность населения (2005 год) | Численность населения (2010 год) |
| --------- | --- | -------------------------------- | -------------------------------- |
| 053       | Всего | 8514                             | 4799                             |
| 0001      | Прахедис-Герреро (исп. Praxedis G. Guerrero) 31°22′22″ с. ш. 106°00′20″ з. д.                              | 3431                             | 2128                             |
| 0006      | Эль-Порвенир (исп. El Porvenir) 31°14′22″ с. ш. 105°52′31″ з. д.                                           | 2740                             | 1253                             |
| 0002      | Колония-Эсперанса (исп. Colonia Esperanza) 31°19′51″ с. ш. 105°57′50″ з. д.                                | 1230                             | 710                              |
| 0179      | Гуадалупе-Виктория (Ранчо-Нуэво) (исп. Guadalupe Victoria (Rancho Nuevo)) 31°18′12″ с. ш. 105°55′29″ з. д. | 214                              | 167                              |
| 0008      | Сан-Хосе-де-Паредес (исп. San José de Paredes) 31°16′11″ с. ш. 105°55′12″ з. д.                            | 210                              | 153                              |

## Экономика
По статистическим данным 2000 года, работоспособное население занято по секторам экономики в следующих пропорциях: сельское хозяйство, скотоводство и рыбная ловля — 19,9 %, промышленность и строительство — 51,4 %, сфера обслуживания и туризма — 25,9 %, прочее — 2,8 %.

## Инфраструктура
По статистическим данным 2010 года, инфраструктура развита следующим образом:
- электрификация: 99,6 %;
- водоснабжение: 99,6 %;
- водоотведение: 84,1 %.

## Фотографии

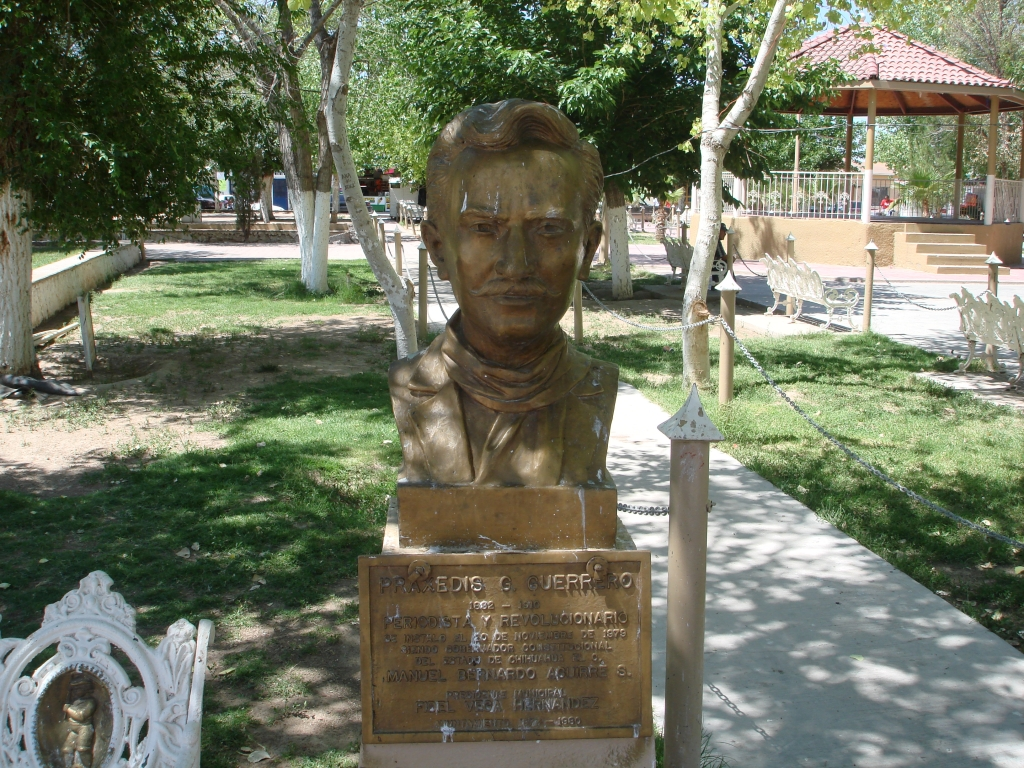
Памятник Прахедису Хильберто Герреро
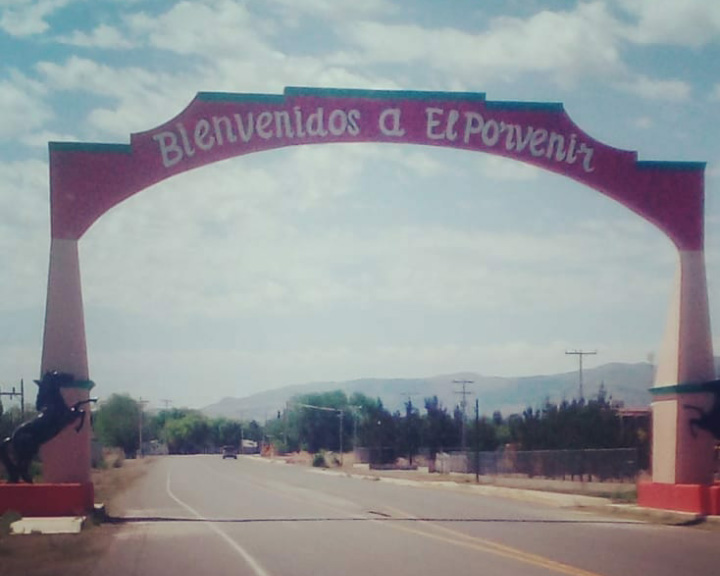
На въезде в Эль-Порвенир
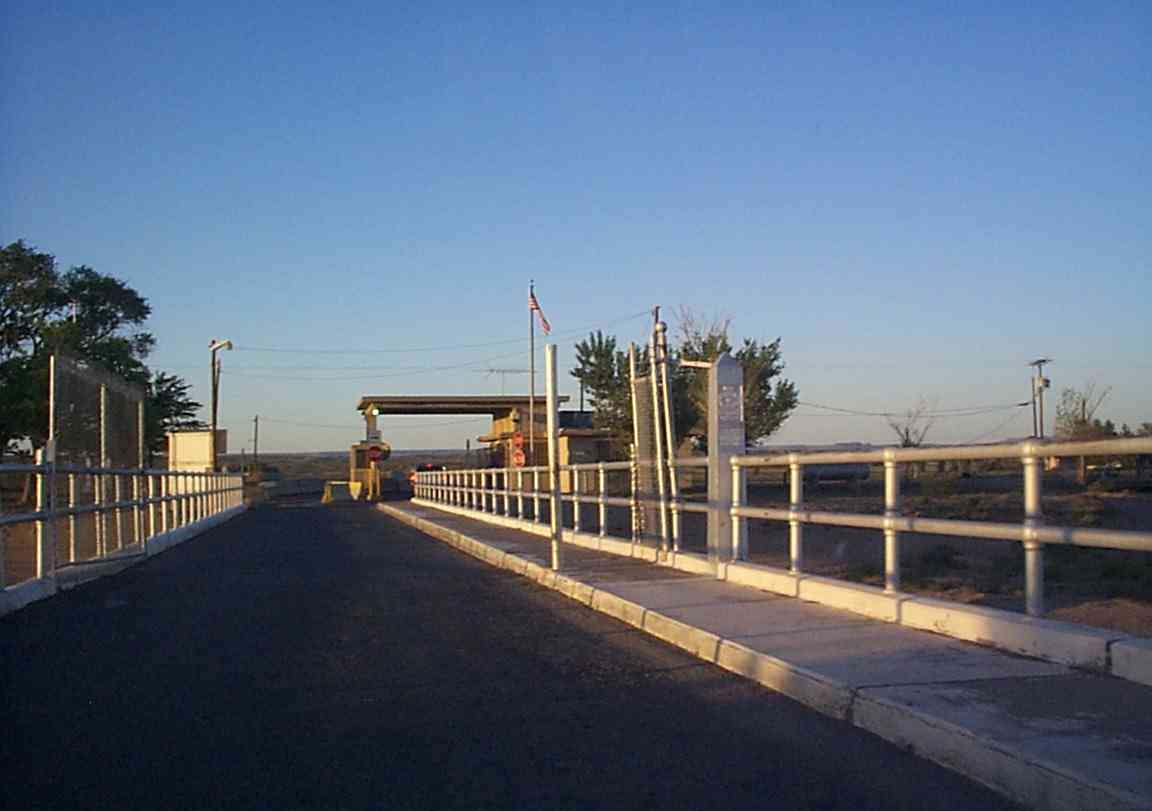
Пограничный переход Ханкук